# Kalev (1936)
Kalev – estoński podwodny stawiacz min typu Kalev. Zwodowany w lipcu 1936 roku, służył pod banderą Estonii, a po aneksji republiki przez Związek Radziecki został włączony do radzieckiej Floty Bałtyckiej. Na tle okrętów estońskich i radzieckich wyróżniał się zaawansowanymi rozwiązaniami technicznymi. W czasie wojny uczestniczył w ewakuacji Tallinna. Odbył też dwa patrole bojowe. Podczas drugiego z nich, na przełomie października i listopada 1941 roku, zatonął w nieznanych okolicznościach. Przez większą część służby towarzyszył mu bliźniaczy okręt podwodny „Lembit”.

## Geneza
W latach trzydziestych Estonia związała swoje bezpieczeństwo z Finlandią. W ramach przeciwdziałania atakowi Związku Radzieckiego obie republiki zawarły sojusz, który zakładał wspólną akcję floty w Zatoce Fińskiej. Plan polegał między innymi na postawieniu zagrody minowej w najwęższym miejscu zatoki. Okręty przeciwnika, które przedarłyby się przez miny i ostrzał artyleryjski z obu brzegów zatoki, miały być atakowane przez okręty podwodne sojuszników . Zamówienie na budowę okrętów podwodnych postanowiono złożyć w Wielkiej Brytanii.

## Budowa i konstrukcja
Stępkę pod okręt o numerze budowy 705 położono w  stoczni Vickers-Armstrongs w Barrow-in-Furness w maju 1935 roku. Kadłub „Kaleva” został zwodowany 7 lipca 1936 roku o godzinie 13:20 – trzynaście minut po wodowaniu bliźniaczego „Lembita”. Matką chrzestną okrętu została żona przewodniczącego komisji odbiorczej – kapitana porucznika inżyniera Friedricha Strobla.

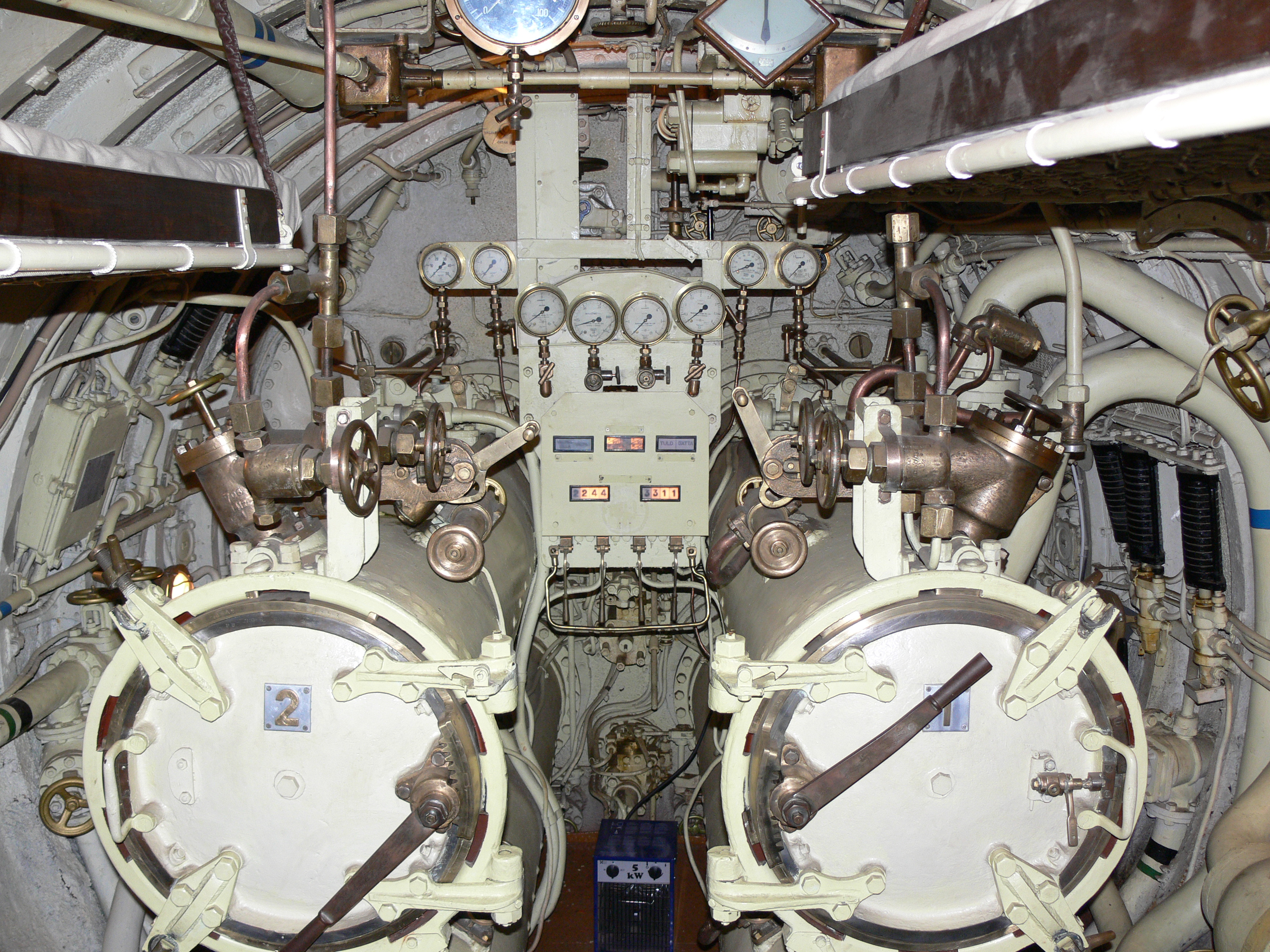
Przedział torpedowy na bliźniaczym „Lembicie”

„Kalev” był okrętem półtorakadłubowym – kadłub lekki otaczał kadłub sztywny jedynie częściowo. Kadłub sztywny podzielony był grodziami na pięć przedziałów. Znajdowały się w nich kolejno:
1. wyrzutnie torpedowe i pomieszczenia mieszkalne;
2. baterie akumulatorów, butle ze sprężonym powietrzem, mesa i koje oficerów, oddzielna kabina dowódcy;
3. stanowisko kierowania, baterie akumulatorów, butle ze sprężonym powietrzem, kabina radiowa, hydraulika, koje i kambuz;
4. silniki wysokoprężne i elektryczne;
5. mechanizmy sterowania, pomieszczenie mieszkalne podoficerów.

W przestrzeni burtowej pomiędzy kadłubem sztywnym a lekkim znajdywały się studzienki minowe oraz zbiorniki balastowe. Kadłub lekki przystosowany był do pływania w warunkach zimowych. Kiosk miał kształt cylindra.

### Układ napędowy

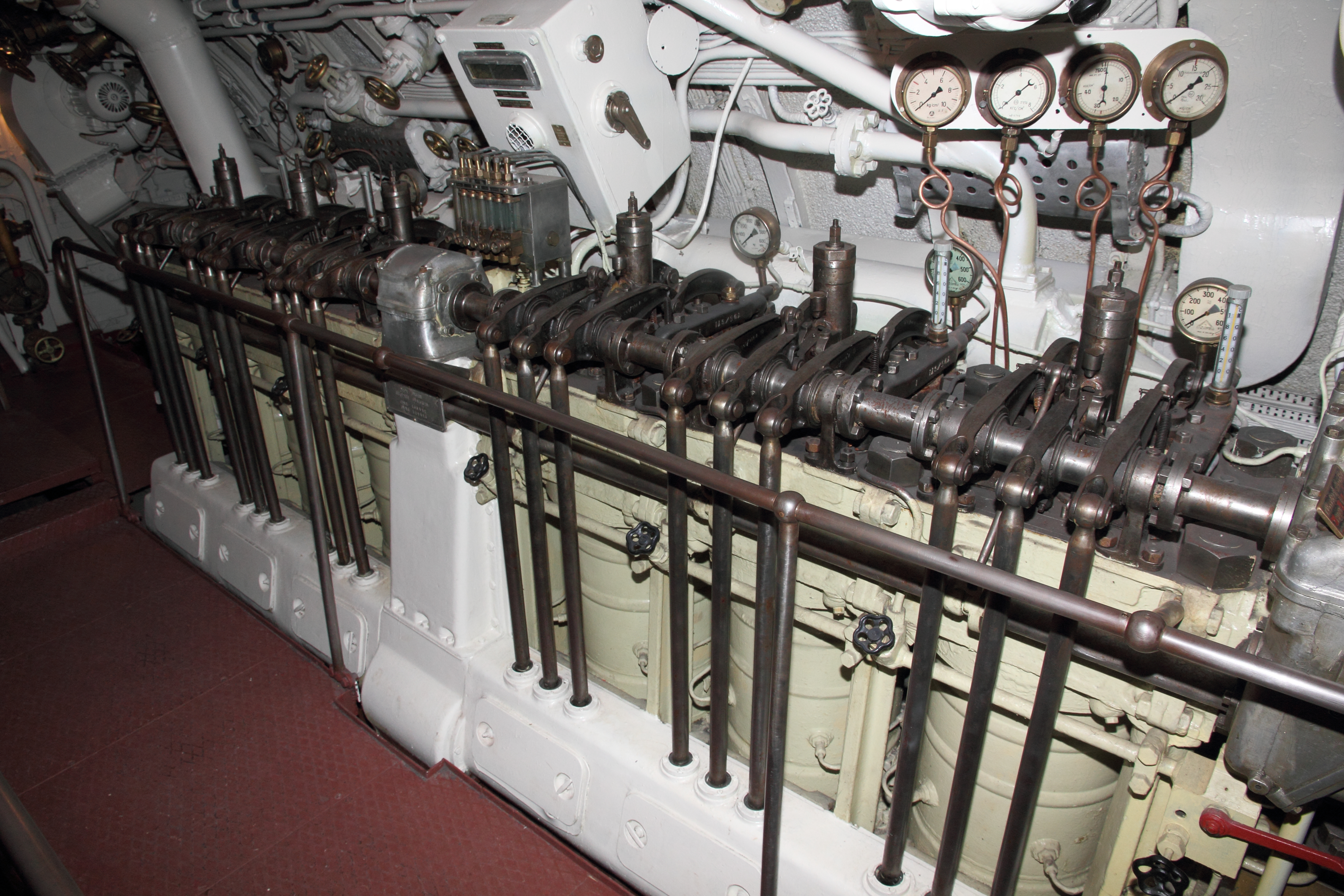
Silnik wysokoprężny na bliźniaczym „Lembicie”

Okręt napędzały dwa 4-suwowe silniki wysokoprężne o sześciu cylindrach, wyprodukowane przez firmę Vickers-Armstrongs. Każdy z nich miał moc 600 KM przy 500 obrotach na minutę. Parę silników elektrycznych dostarczyła firma Metropolitan-Vickers. Każdy z nich osiągał moc 395 KM przy 412 obrotach na minutę. Były one połączone z silnikami Diesla za pomocą sprzęgieł kłowych, dzięki czemu podczas pracy diesli mogły być używane jako generatory prądu. W tej roli służyły głównie do ładowania baterii akumulatorów Exide Ironclad wyprodukowanych przez firmę Chloride Electrical Storage Company – dwóch grup po 60 ogniw kwasowo-ołowiowych o mocy 4670 A. Na okręcie znajdowały się dwie sprężarki powietrza typu „Ravel” o wydajności 3,7 litra na minutę oraz dwie sprężarki niskiego ciśnienia o wydajności 13,75 metra sześciennego na minutę.

### Uzbrojenie

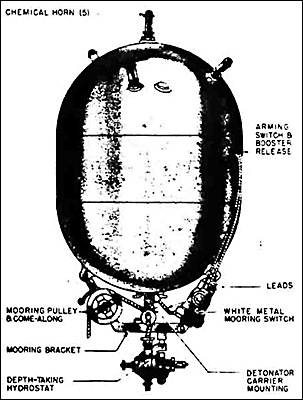
Niemiecka mina EMA

Podstawowym uzbrojeniem „Kaleva” były miny. Stawiane były przez dziesięć studzienek minowych, po pięć na obu burtach. W każdej ze studzienek przechowywane były po dwie miny, zwalniane za pomocą systemu hydraulicznego, który odblokowywał podtrzymujące je rygle. Studzienki były zakrywane od strony pokładu blachą aluminiową, wylot zaś pozostawał cały czas niezabezpieczony. Etatowo okręt wyposażony był w niemieckie miny EMA wzór 1912, do których kotwice dorobił Vickers-Armstrongs. Zapasy Eesti Merevägi stanowiło 200 min tego typu, jednak kotwic posiadano jedynie 40. Miny EMA były nazywane przez Estończyków minami typu „Matola” (prawdopodobnie), zaś w marynarce radzieckiej otrzymały nazwę min BGL ((ros.) Большая германская лодочная мина). Mina EMA posiadała 120 kg ładunku wybuchowego i mogła być stawiana na głębokości do 120 metrów.
Okręt posiadał cztery dziobowe pneumatyczne wyrzutnie torpedowe kalibru 533 mm. Po wystrzeleniu torpedy specjalny system wypuszczał powietrze do wnętrza przedziału, dzięki czemu podczas wystrzału nie pojawiały się pęcherzyki powietrza. Standardowo do użytku na jednostkach przeznaczone były torpedy Mk VIII kalibru 533 mm, jednak wkładki redukcyjne umożliwiały wystrzelenie również torped kalibru 457 mm. Po włączeniu jednostki do radzieckiej marynarki wojennej używane mogły być również radzieckie torpedy 53-27 kalibru 533 mm. Okręt przewoził jednorazowo zapas 8 lub 10 torped – cztery załadowane w wyrzutnie, cztery ustawione na stelażach i być może dwie na pokładzie przedziału torpedowego.
Uzbrojenie artyleryjskie „Kaleva” stanowiła 40 mm armata przeciwlotnicza Bofors zamontowana na bliźniaczych okrętach we wrześniu 1938 roku. Działo było chowane w specjalnie do tego przystosowanym szybie. Jego podnoszenie przy użyciu elektrycznego mechanizmu trwało około półtorej minuty. Lufa o długości 36 lub 43 kalibrów mogła być podnoszona aż do pionu, jej donośność pozioma wynosiła 8000, zaś pionowa 4000 metrów. Pocisk o masie 0,9 kg wystrzeliwany był z prędkością początkową 700 m/s. Działo mogło wystrzelić 120 pocisków w ciągu minuty, na pokład zabierano ich zaś 500 lub 1000. Na pokładzie znajdował się również przenośny karabin maszynowy Lewis z zapasem 2000 naboi. Według niektórych źródeł dodatkowo w uzbrojeniu jednostek był przenośny wkm Madsen kal. 20 mm L/60 z zapasem 1000 naboi, według innych chodziło o działo przeciwlotnicze Oerlikon 20 mm, którego jednak Szwajcarzy nie zdążyli przekazać przed rozpoczęciem radzieckiej okupacji Estonii .

## Szkolenie załogi
Proces szkolenia załogi rozpoczął się na długo przed zamówieniem okrętów podwodnych. Dowódca „Kaleva”, porucznik Alfred Pontak, był już wyznaczony na to stanowisko w 1926 roku. Razem z wytypowanym na dowódcę drugiego okrętu podwodnego porucznikiem Ferdinandem Schmiedehelmem wziął udział w kursie odbywającym się w Wielkiej Brytanii od 14 sierpnia 1926 roku do 8 czerwca 1927 roku. Załatwione dzięki negocjacjom ministra wojny Jaana Sootsa szkolenie obejmowało zarówno zajęcia teoretyczne dotyczące dowodzenia okrętem podwodnym i jego budowy, jak i zajęcia praktyczne na okrętach wchodzących w skład Royal Navy. Dodatkowa kadra dowódcza została wybrana we wczesnych latach trzydziestych. Zastępca Pontaka – porucznik Verner Hans Puurand wraz z zastępcą Schmiedehelma – porucznikiem Richardem Kokkiem, odbyli w Wielkiej Brytanii analogiczny kurs jak dowódcy okrętów. Porucznicy Verner Käpp i Oskar Valdre wytypowani na stanowiska oficera mechanika i oficera specjalisty przeszli wyłącznie szkolenie teoretyczne.
W celu skompletowania załogi budowanych okrętów w pierwszej kolejności wybrano marynarzy z załóg sprzedanych niszczycieli. Spośród 65 osób siedmiomiesięczne szkolenie ukończyła niecała połowa. Etat uzupełniono innymi zawodowymi marynarzami Eesti Merevägi (oraz kucharzem z poboru) do końca września 1936 roku.

## Służba

### W Eesti Merevägi

#### Okres pokoju

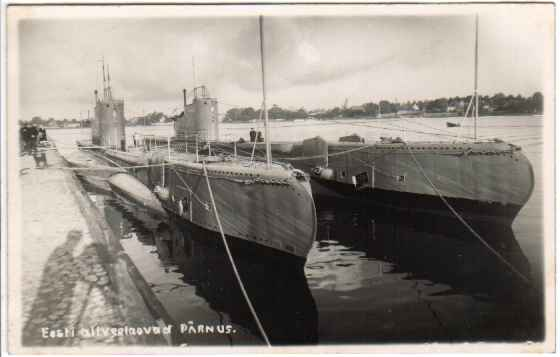
„Kalev” i „Lembit”

W czasie gdy na obu okrętach trwało jeszcze wyposażanie, część załogi mogła zapoznać się z jednostkami. W związku z zaplanowaną morską rewią koronacyjną Jerzego VI zintensyfikowano prace wykończeniowe na „Kalevie”. Zostały one zakończone 12 marca 1937 roku. Okręt wszedł do służby przed opuszczeniem stoczni 19 maja. Udał się wtedy do cieśniny Spithead, by w odbywającej się 20 maja rewii reprezentować Estonię. Został tam ustawiony w pobliżu niszczycieli „Císcar” i ORP „Burza”. Następnego dnia powrócił do stoczni, skąd 25 maja wypłynął (z niepełnym etatem) do Tallinna. Przybycie okrętu do estońskiej stolicy 1 czerwca spotkało się z entuzjastyczną reakcją zgromadzonych mieszkańców.
Po pewnym czasie porucznik Martin Sõster zastąpił na stanowisku mechanika okrętowego porucznika Käppa.
W październiku 1937 roku na obu okrętach podwodnych zainstalowano sonary produkcji niemieckiej firmy Atlas Werke. Kontrakt na okrętowe działo przeciwlotnicze podpisano już po zwodowaniu jednostek, 25 września 1936 roku, z firmą Bofors. Zakładał on, że za kwotę 7300 funtów Szwedzi dostarczą działo przeciwlotnicze Bofors kal. 40 mm 18 miesięcy po podpisaniu umowy. Uzbrojenie zamontowano na okrętach we wrześniu 1938 roku. W tym celu udały się one w rejs do Szwecji.
„Kalev” odbył jeden oficjalny rejs zagraniczny – w 1938 roku odwiedził wraz z „Lembitem” Rygę. Na jednostce prowadzone były intensywne szkolenia dotyczące realizacji planu współpracy z Finlandią. Latem 1939 przeprowadzono dwukrotnie wspólne tajne manewry w których ćwiczono odpieranie agresji radzieckiej floty, w czasie których okręt bazowany był w Helsinkach. Analogiczne ćwiczenia przewidziano na lato 1940 roku. W czasie ćwiczeń oszczędzano środki bojowe – nigdy nie przeprowadzono próbnego stawiania min, które było głównym zadaniem okrętu.
Na okręcie doszło do kolejnych zmian personalnych. Wiązały się one z przejściem dowódcy – starszego porucznika Pontaka do Sztabu Floty. Jego miejsce zajął dotychczasowy zastępca starszy porucznik Puurand, zaś stanowisko zastępcy przejął oficer specjalista porucznik Valdre. Oficerski wakat zapełnił porucznik Leopold Loodus.

#### Wojna i naciski ZSRR

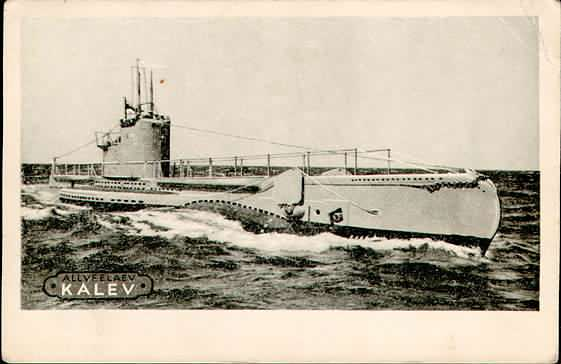
„Kalev” na karcie pocztowej

Polski okręt podwodny ORP „Orzeł” wpłynął na redę tallińską 14 września 1939 roku w celu dokonania drobnych napraw i wysadzenia chorego dowódcy. Pod naciskiem ambasadora III Rzeszy „Orzeł” został internowany i rozpoczęło się jego rozbrajanie. Okręt uciekł nocą 18 września. Udana ucieczka spowodowała, że Estończycy przemalowali na czarno własne okręty podwodne . Dodatkowo do stanu uzbrojenia weszło 14 torped 533 mm wyładowanych z polskiej jednostki, które mogły zostać użyte na „Kalevie” i „Lembicie”. Było to znaczne zwiększenie zapasów, bowiem od Brytyjczyków, wraz z okrętami, zakupiono jedynie 8 torped kalibru 533 mm oraz 3 torpedy 457 mm.
Incydent z ucieczką „Orła” stał się pretekstem dla ZSRR do wywierania nacisku na Estonię, co doprowadziło do podpisania 28 września układu „o wzajemnej pomocy” między obydwoma państwami. Zaniepokojona tym Finlandia zażądała od władz Estonii przekazania obu okrętów podwodnych typu Kalev, by nie wpadły one w ręce sowietów. Żądanie to spotkało się z odmową Estończyków nie chcących prowokować agresywnego sąsiada.
Nie tylko Finowie byli zainteresowani estońskimi okrętami podwodnymi. Chęć pozyskania okrętów wyrazili również Niemcy – 22 listopada 1939 roku Kriegsmarine otrzymało memorandum z Kierownictwa Wojny Morskiej sugerujące zakup jednostek w celu szkolenia załóg. Tego samego dnia Naczelne Dowództwo Kriegsmarine zleciło ambasadorowi w Estonii i attaché morskiemu na Finlandię i kraje bałtyckie podjęcie negocjacji. Odpowiedź od ambasadora, otrzymana dopiero 21 lutego 1940 roku, informowała o niechętnej postawie rządu Estonii. Negocjacje przejął zastępca attaché wojskowego w Estonii, płk. Körner. Zaraportował on już 23 lutego, że Estończycy zgodzą się na sprzedaż, jeśli zgodę wyrazi również ZSRR. Na kupno „Kaleva” i „Lembita” zgodę wyraził Hitler, żądając jednak, by to Estończycy uzyskali zgodę Stalina. Dowództwo Kriegsmarine ponawiało kilkakrotnie naciski na ambasadę w celu przyśpieszenia negocjacji, na co 23 kwietnia otrzymano odpowiedź attaché morskiego, kontradmirała von Bonina, że zdaniem większości członków rządu estońskiego transakcja jest niemożliwa. Miesiąc później Bonin raportował o spotkaniu z handlarzem bronią z otoczenia prezydenta Estonii – Borisem Lindem. Stwierdził on, że ze względu na duże przywiązanie społeczeństwa do okrętów transakcja drogą oficjalną nie wchodzi w grę, zaś część czołowych polityków zgodzi się na sprzedaż za pośrednictwem Szwecji. Na to jednak ze względów politycznych nie zgodził się Hitler. Niemieckie nalegania trwały w dalszym ciągu, nawet po aneksji Estonii przez ZSRR. Ostatecznie z transakcji zrezygnowano 6 lipca 1940 roku .

### We Flocie Bałtyckiej ZSRR

#### Przejęcie okrętu
Estonia została oficjalnie włączona do ZSRR 6 sierpnia 1940 roku. Po tygodniu, 13 sierpnia „Kalev” został włączony pod starą nazwą do Floty Bałtyckiej ZSRR, nową banderę podniesiono 19 sierpnia.
Część estońskiej załogi, w tym większość oficerów, zwolniono 21 września. Do 3 października funkcje dowódcy pełnił jeszcze starszy porucznik Puurand, kiedy to jego miejsce zajął kapitan marynarki Władimir Antonowicz Poleszuk. Nowy dowódca jednostki został na nią przeniesiony ze stanowiska w sztabie sił podwodnych Floty Bałtyckiej. Jego zadaniem było poznanie nowoczesnych rozwiązań na przejętych okrętach. Stopniowo zwalniano pozostałych załogantów – do końca 1940 roku pozostawiono w celu szkolenia nowej załogi jedynie dwóch dowódców działów i bosmana, którzy stanowiska zachowali do września 1941 roku. Zwalniani załoganci byli wysyłani do gułagu, część z nich weszła w grudniu 1941 roku w skład 7. Estońskiej Dywizji Strzelców. Spośród oficerów służących na „Kalevie” najcięższy los spotkał jego pierwszego dowódcę Alfreda Pontaka. Został on aresztowany przez NKWD 23 czerwca 1941 roku. Skazano go 2 lipca na karę śmierci za współpracę z wywiadem brytyjskim i rozstrzelano 4 lipca. Na więzienie i łagry za antysowiecką agitację został skazany Martin Sõster. Pozostali oficerowie uniknęli represji: Leopold Loodus uciekł do III Rzeszy, Verner Käpp wstąpił do Armii Czerwonej, zaś Verner Puurand został zwerbowany na agenta NKWD.
Okręty podwodne typu Kalev znacznie przewyższały pod względem technologicznym osiągnięcia Związku Radzieckiego w tej dziedzinie. Wyższy poziom techniczny prezentowały również łotewskie okręty podwodne typu Ronis. W celu nadrobienia zaległości, 19 listopada 1940 roku ludowy komisarz floty Nikołaj Kuzniecow powołał specjalną komisję mającą szczegółowo zbadać konstrukcję okrętów. W związku z tym, „Kalev” wraz z pozostałymi okrętami podwodnymi znalazł się poza strukturą sił morskich, jako jednostka eksperymentalna. Stan taki utrzymywał się do zakończenia prac 11 lutego 1941 roku. Raport, sporządzony przez komisję, został przekazany Kuzniecowowi 22 marca 1941 roku. Mówił on o wysokim poziomie technicznym jednostek typu Kalev, z którym nie szło jednak w parze przystosowanie do współczesnych warunków. Mankamentem miała być niewielka prędkość nawodna (13,5 węzła) oraz maksymalna głębokość zanurzenia (przez ekspertów określona na 75 metrów). Dodatkowo autorzy raportu podkreślali, że załoga zdolna do obsługi okrętów musi mieć gruntowną wiedzę teoretyczną, nie zapewnianą w trakcie standardowego szkolenia w marynarce ZSRR. W rezultacie, Związek Radziecki zaproponował III Rzeszy sprzedaż „Kaleva” oraz bliźniaczego „Lembita” wraz z niektórymi radzieckimi okrętami podwodnymi, jednak tym razem Adolf Hitler odrzucił radziecką ofertę.

#### Początek służby
Po zakończeniu badań, 11 lutego 1941 roku oba okręty typu Kalev zostały wcielone do 3. Dywizjonu 1. Brygady Okrętów Podwodnych. W kwietniu rozpoczęto szkolenie załogi, które jednak nie przyniosło oczekiwanych efektów. W wyniku obsługi przez niedoświadczonych radzieckich marynarzy okręt 5 moja zderzył się z nabrzeżem. Uszkodzony kadłub sztywny jednostki wyremontowano w Lipawie między 15 a 17 maja.
W dniu ataku Niemiec na ZSRR okręt przebywał w Lipawie. Ponieważ szkolenie załogi udało się przeprowadzić jedynie w części dotyczącej podstawowych manewrów, „Kalev” (a wraz z nim „Lembit”, S-7 oraz trałowiec „Fugas”) otrzymał rozkaz wycofania się do Windawy, gdzie dotarł 23 czerwca. W związku z aktywnością Luftwaffe 25 czerwca okręty przebazowano do Dyjamentu (obecnie dzielnica Rygi). Postępy Niemców spowodowały kolejne przebazowania – 27 czerwca okręty przeniesiono do Kuivastu i 1 lipca do Tallinna. Stąd „Kalev” i „Lembit” zostały 5 lipca skierowane do Kronsztadu, gdzie miały zostać poddane remontowi. Prace zakończono 31 lipca, między innymi przystosowano wyrzutnie okrętów do korzystania z radzieckich torped 53-22, co wiązało się z niskim stanem ilościowym torped produkcji brytyjskiej. Już 2 sierpnia obie jednostki powróciły do bazy 1. Brygady Okrętów Podwodnych w Tallinnie.

#### Pierwszy patrol bojowy
„Kalev” swój pierwszy patrol bojowy rozpoczął 8 sierpnia 1941 roku. Jego zadaniem było postawienie zagrody minowej na niemieckim szlaku komunikacyjnym u wybrzeży Kurlandii, w okolicach Windawy. Ponieważ na szkoleniu załogi pominięto informacje o wpływie obrotu śruby na prędkość okrętu, pozycja jednostki nie zgadzała się z założonym kursem. Okazało się, że okręt trafił 42 mile morskie za daleko w stosunku do oczekiwanej pozycji, w okolice Lipawy. Po powrocie na wyznaczoną pozycję patrolu okręt rozpoczął w nocy z 12 na 13 sierpnia stawianie pola minowego. Miejsce stawiania min znajdowało się na południowy zachód od latarni morskiej Užava. Zamiast na płytkim (4–5 m) szlaku komunikacyjnym, zagroda minowa została postawiona na wodach o głębokości 16–18 metrów. Okręt posiadał jedynie 10 min – połowę standardowego uzbrojenia. Miny zostały rozstawione w trzech rzędach, na głębokości 3 metrów. Do Tallinna „Kalev” powrócił 21 sierpnia.
Z racji oddalenia od szlaku komunikacyjnego, zagroda minowa postawiona przez „Kaleva” okazała się nieskuteczna. Wprawdzie początkowo źródła radzieckie podawały, że zatonęły na niej 3 statki: „Mosel” (352 BRT), „Frauenburg” (2111 BRT) i „Eestirand” (4444 BRT), później jednak zweryfikowano prawdziwe przyczyny zatonięcia jednostek. Dwa pierwsze statki weszły na miny pozostawione w okolicy Windawy przez 3. Flotyllę Schnellbootów, zaś „Eestirand” został zatopiony przez niemieckie lotnictwo w okolicy wyspy Prangli.

#### Ewakuacja Tallinna
W związku z postępami Niemców została podjęta decyzja o ewakuacji Tallinna. „Kalev” został włączony w skład głównego zespołu, którym dowodził wiceadmirał Władimir Tribuc. Przejście floty do Kronsztadu rozpoczęto w nocy z 27 na 28 sierpnia. W trakcie rejsu „Kalev” nie płynął razem z pozostałymi okrętami, pozostał w pewnej odległości za nimi. Został wtedy zaatakowany przez lotnictwo nieprzyjaciela – bombowce Junkers Ju 88 z Küstenfliegergruppe 806 i Kampfgeschwader 77. W wyniku ataku na kiosku okrętu wybuchł pożar, aby go zgasić załoga zanurzyła jednostkę. Prawdopodobnie jeden członek załogi zginął w trakcie ataku, ranny zaś został dowódca okrętu kapitan marynarki Nyrow.
Ze względu na uszkodzenia powstałe na skutek ataku, jak i w wyniku niewłaściwego użycia przez słabo wyszkolonych marynarzy, jednostkę poddano remontowi w Leningradzie. Mimo iż zakończył się on po około dwóch tygodniach, jednostka nie mogła powrócić do służby – Nyrow przebywał jeszcze w szpitalu, a we Flocie Bałtyckiej brakowało osób o wystarczających kompetencjach do przejęcia dowództwa.

#### Drugi patrol i zatonięcie
„Kalev” w swój drugi patrol wyszedł 29 października. Jego zadaniem było wysadzenie dwóch zwiadowców i radiotelegrafistki na terenie zajętym przez Niemców, 30 kilometrów na wschód od Tallinna. Szczegółowe losy okrętu od tej pory nie są znane. Negatywnie zweryfikowane zostały doniesienia starszych źródeł radzieckich o kontakcie wysadzonych agentów z bazą. Nie ma też podstaw hipoteza o postawieniu przez okręt 30 października zagrody minowej. Prawdopodobnie okręt zatonął pomiędzy 31 października a 2 listopada, w wyniku wejścia na minę, postawioną przez Niemców lub Finów w ramach zagrody minowej „Juminda”. Zginęłaby wtedy zarówno załoga okrętu, jak i troje pasażerów. Jednostkę uznano za zaginioną już 29 października.
Nowe światło na los jednostki miało rzucić odnalezienie jej wraku. Prace prowadzone przez Eesti Meremuuseum przy użyciu jednostki poszukiwawczej „Mare” zaowocowały 30 czerwca 2010 roku odnalezieniem wraku. Obiekt spoczywający w odległości 5 mil od półwyspu Juminda przypominał estoński okręt podwodny. Przy pomocy hydrolokatora dopatrzono się nawet zrzutni minowych, przez co muzeum ogłosiło, iż z prawdopodobieństwem 95 procent jest to zaginiony „Kalev”. Hipoteza ta została jednak obalona. Okazało się, że obiekt znaleziony na dnie to aerostat .